# St. Joseph (Oberneufnach)

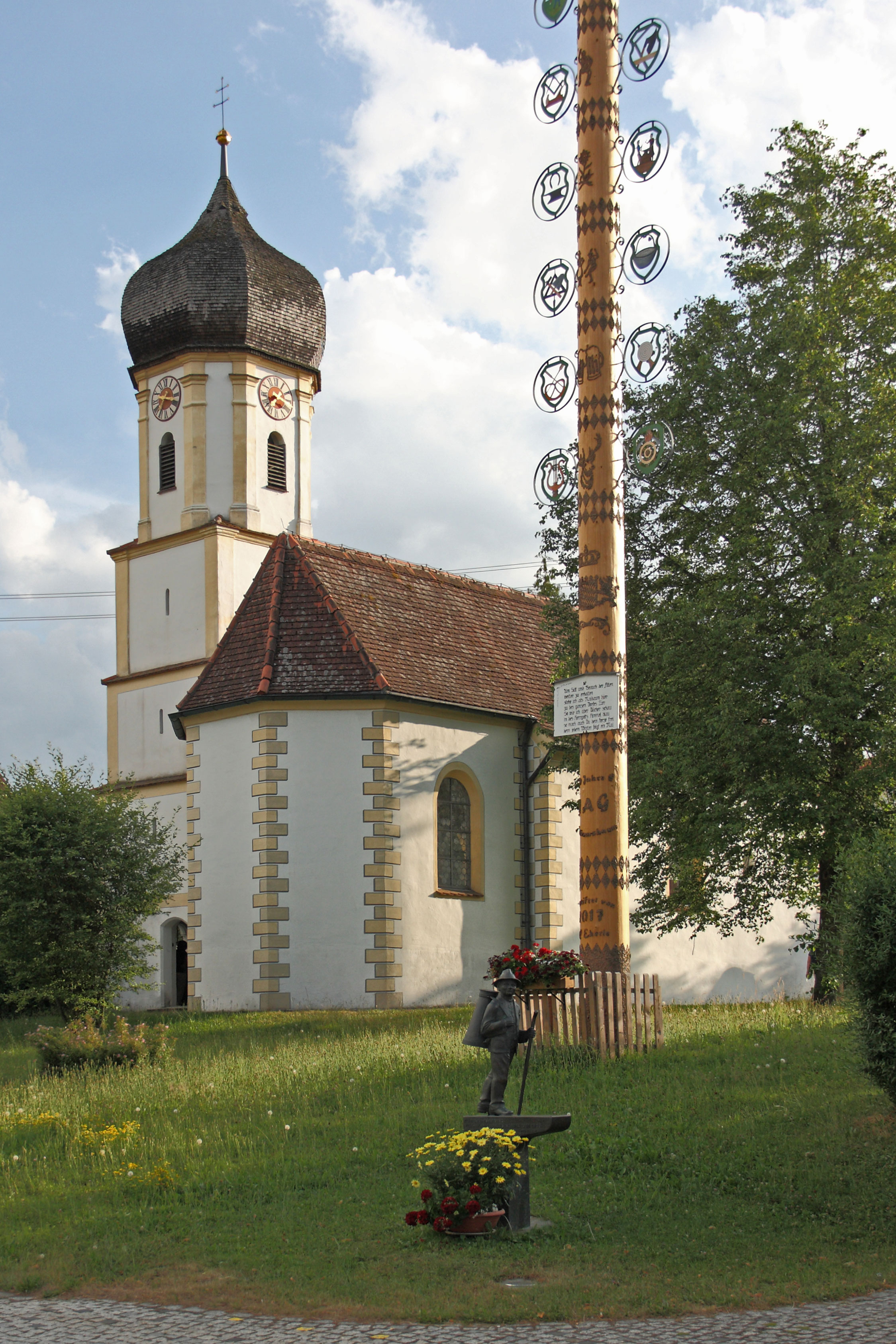
St. Joseph in Oberneufnach

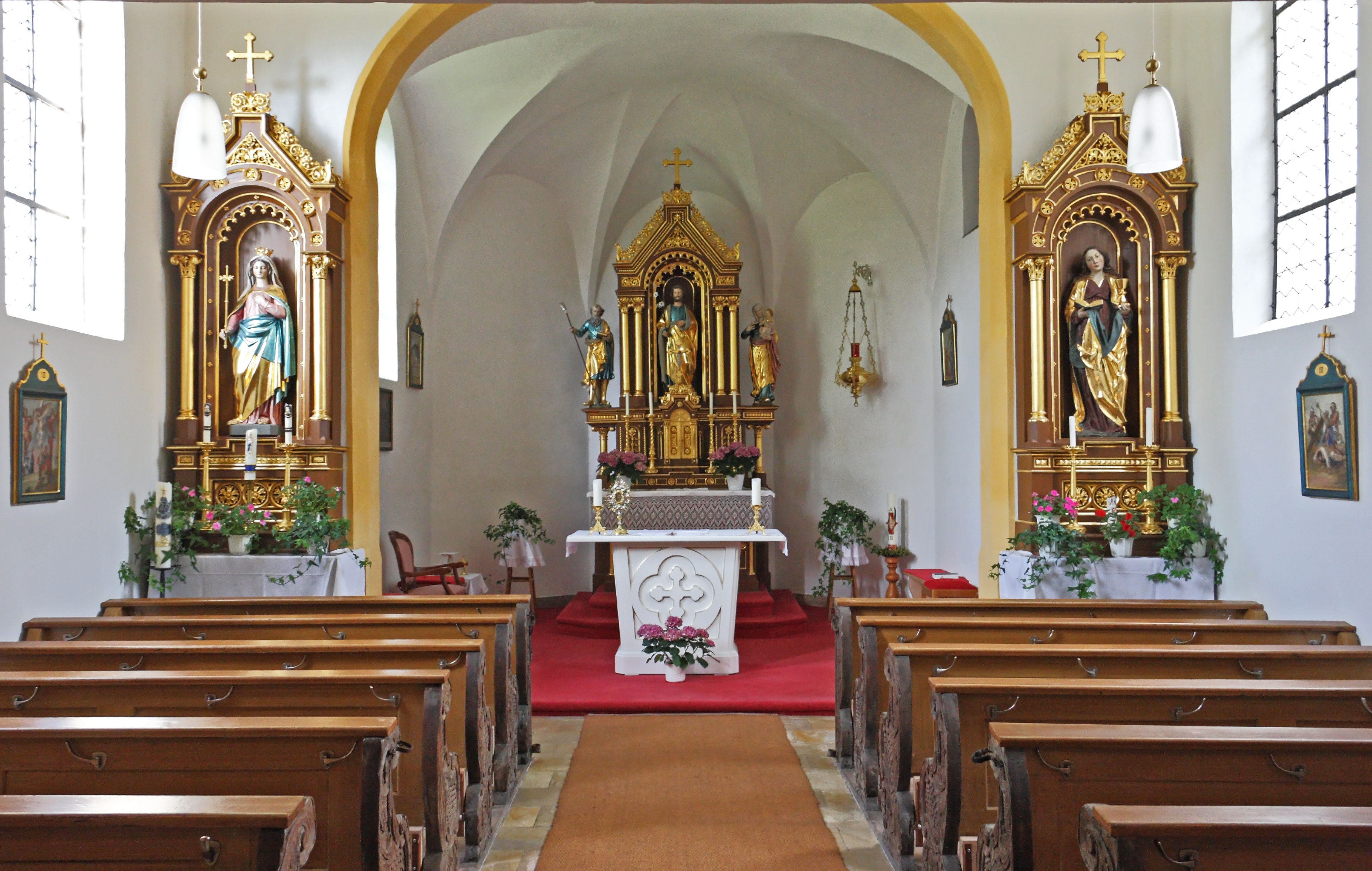
Innenraum

Die römisch-katholische Kapelle St. Josef steht in Oberneufnach, einem Gemeindeteil von Markt Wald im schwäbischen Landkreis Unterallgäu in Bayern. Das denkmalgeschützte Bauwerk ist in der Liste der Baudenkmäler in Markt Wald unter der Nr. D-7-78-169-15 eingetragen.

## Beschreibung
Die Saalkirche wurde am Anfang des 18. Jahrhunderts erbaut. Sie besteht aus einem Langhaus, einem eingezogenen, dreiseitig geschlossenen Chor im Osten, der bereits um 1687 errichtet wurde, und einem Anbau im Westen, in dem sich das Portal befindet. Der Chorflankenturm auf quadratischem Grundriss steht an der Südwand des Chors. Er verjüngt sich in drei Abschnitten und setzt sich mit einem achteckigen, mit Pilastern an den Ecken verzierten Geschoss fort, das die Turmuhr und den Glockenstuhl beherbergt. Darauf sitzt eine Zwiebelhaube. Im Erdgeschoss befindet sich die Sakristei. Der Innenraum des Langhauses ist mit einer Flachdecke überspannt, der des Chors mit einem Stichkappengewölbe. Auf den Fresken im Langhaus aus dem dritten Viertel des 18. Jahrhunderts sind Josef und seine Brüder dargestellt. Zur Kirchenausstattung gehören neuromanische Altäre.